# Világospuszta megállóhely
Világospuszta megállóhely egy megszűnt Nógrád vármegyei megállóhely, melyet a MÁV üzemeltetett Romhány településen.

## Áthaladó vasútvonalak
A megállóhelyet az alábbi vasútvonalak érintik:
- Diósjenő–Romhány-vasútvonal

## Kapcsolódó állomások
A megállóhelyhez a következő állomások vannak a legközelebb:
- Bánk megállóhely (Diósjenő vasútállomás, Diósjenő–Romhány-vasútvonal)
- Romhány vasútállomás (Romhány vasútállomás, Diósjenő–Romhány-vasútvonal)

## Forgalom
A megállóhelyen már rég megszűnt a személyforgalom, a vonatok megállás nélkül haladtak át, amíg a rajta áthaladó vasútvonalon 2007. március 4-ével leállt a vasúti forgalom.
Bővebben: 2007-es magyarországi vasútbezárások

## Megközelítése
A megállóhely Romhánytól körülbelül 3 kilométerre, nyugatra helyezkedik el, közúti megközelítését csak önkormányzati utak teszik lehetővé.